# Restriktion und Erweiterung der Skalare
Die Restriktion der Skalare und die Erweiterung der Skalare sind zwei Methoden aus der Algebra, die es ermöglichen, den Ring eines Moduls zu ändern, das heißt ein {\displaystyle B}-Modul wird in ein {\displaystyle S}-Modul mittels eines Ringhomomorphismus {\displaystyle f:S\to B} transformiert und aus einem {\displaystyle S}-Modul wird ein {\displaystyle B}-Modul.
Aus kategorientheoretischer Sicht handelt sich um einen links- und rechtsadjungierten Funktor zwischen den Kategorien der {\displaystyle S}-Moduln und {\displaystyle B}-Moduln.
In der algebraischen Geometrie wird oft die Weil-Restriktion als Restriktion der Skalare bezeichnet.

## Definition
Betrachte einen Ringhomomorphismus {\displaystyle f:S\to B}.

### Restriktion der Skalare
Sei {\displaystyle M} ein (linkes) {\displaystyle B}-Modul. Dann ist {\displaystyle M} auch ein {\displaystyle S}-Modul durch die Wirkung {\displaystyle \varphi :S\times M\to M}
{\displaystyle \varphi :(s,m)\mapsto s\cdot m:=f(s)m.}
Man sagt, der {\displaystyle S}-Modul entstand durch Restriktion der Skalare. Wiederum definiert {\displaystyle f} die Struktur eines {\displaystyle S}-Moduls auf {\displaystyle B} mit
{\displaystyle b\cdot s:=bf(s)}.

#### Als Funktor
Anders gesagt, der Funktor zwischen den Kategorien der {\displaystyle S}-Moduln und {\displaystyle B}-Moduln
{\displaystyle \operatorname {Res} _{B}^{S}:\operatorname {Mod} _{S}\to \operatorname {Mod} _{B}}
wird Restriktion der Skalare genannt.

### Erweiterung der Skalare
Sei {\displaystyle M} nun ein {\displaystyle S}-Modul. Da {\displaystyle B} auch ein {\displaystyle S}-Modul ist, ist auch das Tensorprodukt
{\displaystyle M_{B}:=B\otimes _{S}M}
ein {\displaystyle S}-Modul. {\displaystyle M_{B}} ist aber auch ein {\displaystyle B}-Modul durch die Wirkung {\displaystyle \vartheta :B\times M_{B}\to M_{B}}
{\displaystyle \vartheta :(b,b'\otimes x)\mapsto b(b'\otimes x)=bb'\otimes x.}
Man sagt, der {\displaystyle M_{B}}-Modul entstand durch Erweiterung der Skalare.

#### Als Funktor
Anders gesagt, der Funktor zwischen den Kategorien der {\displaystyle B}-Moduln und {\displaystyle S}-Moduln
{\displaystyle {\mathcal {E}}=(\cdot )\otimes _{B}S:\operatorname {Mod} _{B}\to \operatorname {Mod} _{S}}
wird Erweiterung der Skalare genannt.